# VP6
On2 TrueMotion VP6 (FourCC: VP60, VP61 oder VP62) ist ein proprietäres Video-Format für verlustbehaftet komprimierte Video-Daten und zugehöriger Video-Codec. Es ist eine Inkarnation von TrueMotion, einer von On2 Technologies entwickelten Serie von Videoformaten und zugehörigem Videocodec.
VP6 ist zur persönlichen, unkommerziellen Nutzung freigegeben. libavcodec enthält einen freien Decoder für das Format.
VP6 ist das Standard-Videoformat von Flash 8 und sollte als Standard-Videoformat für Chinas Enhanced Versatile Disc (EVD) genutzt werden.

## Geschichte
Am 12. Mai 2003 gab On2 die Veröffentlichung von VP6 bekannt. Überarbeitete Versionen 6.1 und 6.2 folgten später im selben Jahr.
Seit Oktober 2003 darf VP6 kostenlos für persönliche Zwecke eingesetzt werden.
Im August 2005 wurde VP6 von Macromedia als neues Standard-Videoformat für den Flash 8 bzw. das Flash-Video-Containerformat (FLV) ausgewählt.
Um Anfang März 2006 tauchte auf der Software-Entwicklungsplattform SourceForge ein freier Decoder für das Format auf (libvp62), wurde dort jedoch bald auf Drängen von On2 wegen angeblicher Copyright-Verletzung wieder entfernt.
Zunächst blieb unklar, ob der Code durch (legales) Reverse Engineering zustande kam oder direkt von eventuell gestohlenem Original-Code von On2 abgeleitet wurde. Nachdem keine offizielle Stellungnahme von On2 zu bekommen war, wurde eine solche provoziert, indem der Code auf rarewares.org erneut veröffentlicht wurde. In der Folgezeit wurde klar, dass der Code wahrscheinlich auf die Veröffentlichung einer von On2 zu Demonstrationszwecken veröffentlichten Java-Version des Decoders zurückgeht, welcher dekompiliert wurde, was bei Java-Bytecode verhältnismäßig einfach möglich ist. Damit lässt sich auch die von On2 behauptete große Ähnlichkeit (teilweise wörtliche Übereinstimmung) zu ihrem originalen Code erklären.
Angesichts der wahrscheinlichen und möglichen Rechtmäßigkeit und der Unbelegbarkeit der Behauptungen von On2 wurden die Quelltexte auf der Internetseite von Rarewares trotz der Drohungen von On2s Rechtsvertretung verfügbar gehalten. Anhand dieses Quelltextes wurde ab Anfang Mai 2006 eine (unvollständige) Referenz erstellt. In Folge wurde in den nächsten Monaten von Aurelien Jacobs ein Open-Source-Decoder für VP6 für das FFmpeg-Projekt erstellt, der seit September 2006 Teil des libavcodec-Projektes ist. Zunächst unterstützte dieser nur VP6.2, gegen Ende 2006 jedoch auch VP6.0 und 6.1. Er ist in der im März 2009 veröffentlichten stabilen Version 0.5 enthalten.
Im Januar 2007 wurde die nächste Nachfolgeversion VP7 vorgestellt; aktuell ist der 2008 veröffentlichte Nachfolger namens VP8, der 2010 von sämtlichen Patentansprüchen entbunden im Quelltext zur freien Nutzung verfügbar gemacht wurde.